# Transposición de Baker-Venkataraman
La transposición de Baker–Venkataraman  es una reacción orgánica en donde se hacen reaccionar 2-acetoxiacetofenonas con una base para formar 1,3-dicetonas.
Esta transposición procede via formación de enolato seguida de transferencia de un grupo acilo. Es nombrada por los químicos Wilson Baker y Krishnaswamy Venkataraman.
La transposición de Baker–Venkataraman es usada a menudo para sintetizar cromonas y flavonas.

## Mecanismo
La base ataca el átomo de hidrógeno de la posición α de la fenona, formando un enolato. Este compuesto ataca al carbono del éster fenólico para formar una cromona como intermediario, la cual se escinde por un mecanismo de sustitución nucleófila acílica. 